# 土岐頼長
土岐 頼長（とき よりなが）は、江戸時代前期の出羽国上山藩の世嗣。官位は従五位下・左京亮。

## 略歴
出羽上山藩主・土岐頼行の次男として誕生。正室は真田信政の娘。
頼行の嫡子となり、兄・頼殷と共に承応元年（1652年）、徳川家光に初御目見した。万治3年（1660年）、従五位下・左京亮に叙任した。日頃から不行跡があり病弱でもあったため、延宝6年（1678年）に廃嫡された。代わって、兄・頼殷が嫡子となった。
元禄7年（1694年）、53歳で没。